# ديفيد هورسي
ديفيد هورسي (بالإنجليزية: David Horsey)‏ هو رسام كاريكاتير وصحفي أمريكي، ولد في 13 سبتمبر 1951 في إيفانسفيل في الولايات المتحدة.